# Palamós Club de Futbol
O Palamós Club de Fútbol é um clube de futebol espanhol sediado na cidade de Palamós (província de Girona), na Catalunha.
Atualmente disputa a Tercera División (Grupo 5), correspondente à quarta divisão do país. Seu estádio é o Nou Municipal, com capacidade para 8 mil lugares. Azul e amarelo são suas cores oficiais.
Em 17 de maio de 2016, o clube se fundiu com o Unió Esportiva Llagostera, e, a partir da temporada 2016–17, a nova equipe se denominou Unió Esportiva Palamós-Costa Brava.

## Títulos
- Copa da Catalunha: 1 (1992)
- Segunda División B: 1 (1988-89)
- Tercera División: 3 (1987-88, 1996-97, 2001-02)
- Troféu Costa Brava: 1 (1988)